# Synaldis tenerifensis
Synaldis tenerifensis är en stekelart som beskrevs av Fischer 2003. Synaldis tenerifensis ingår i släktet Synaldis och familjen bracksteklar. Inga underarter finns listade i Catalogue of Life.